# سانتیاگو میناس
سانتیاگو میناس (به اسپانیایی: Santiago Minas) یک منطقهٔ مسکونی در مکزیک است که در اوآخاکا واقع شده‌است.